# Pontgibaud
Pontgibaud és un municipi francès situat al departament del Puèi Domat i a la regió d'Alvèrnia-Roine-Alps. L'any 2007 tenia 760 habitants.

## Demografia

### Població
El 2007 la població de fet de Pontgibaud era de 760 persones. Hi havia 320 famílies de les quals 118 eren unipersonals (51 homes vivint sols i 67 dones vivint soles), 71 parelles sense fills, 95 parelles amb fills i 36 famílies monoparentals amb fills.
La població ha evolucionat segons el següent gràfic:
Habitants censats

### Habitatges
El 2007 hi havia 411 habitatges, 326 eren l'habitatge principal de la família, 44 eren segones residències i 40 estaven desocupats. 261 eren cases i 143 eren apartaments. Dels 326 habitatges principals, 169 estaven ocupats pels seus propietaris, 144 estaven llogats i ocupats pels llogaters i 13 estaven cedits a títol gratuït; 9 tenien una cambra, 21 en tenien dues, 72 en tenien tres, 114 en tenien quatre i 111 en tenien cinc o més. 179 habitatges disposaven pel capbaix d'una plaça de pàrquing. A 152 habitatges hi havia un automòbil i a 115 n'hi havia dos o més.

### Piràmide de població
La piràmide de població per edats i sexe el 2009 era:
| Homes | Edats   | Dones |
| ----- | ------- | ----- |
| 0     | 95 o +  | 0     |
| 4     | 90 a 94 | 4     |
| 4     | 85 a 89 | 4     |
| 4     | 80 a 84 | 4     |
| 8     | 75 a 79 | 20    |
| 16    | 70 a 74 | 12    |
| 12    | 65 a 69 | 20    |
| 12    | 60 a 64 | 8     |
| 12    | 55 a 59 | 8     |
| 28    | 50 a 54 | 20    |
| 24    | 45 a 49 | 36    |
| 52    | 40 a 44 | 44    |
| 24    | 35 a 39 | 36    |
| 40    | 30 a 34 | 36    |
| 12    | 25 a 29 | 20    |
| 28    | 20 a 24 | 20    |
| 40    | 15 a 19 | 28    |
| 32    | 10 a 14 | 8     |
| 32    | 5 a 9   | 28    |
| 20    | 0 a 4   | 28    |

## Economia
El 2007 la població en edat de treballar era de 487 persones, 362 eren actives i 125 eren inactives. De les 362 persones actives 316 estaven ocupades (169 homes i 147 dones) i 46 estaven aturades (14 homes i 32 dones). De les 125 persones inactives 32 estaven jubilades, 46 estaven estudiant i 47 estaven classificades com a «altres inactius».

### Ingressos
El 2009 a Pontgibaud hi havia 345 unitats fiscals que integraven 721 persones, la mediana anual d'ingressos fiscals per persona era de 16.597,5 €.

### Activitats econòmiques
Dels 91 establiments que hi havia el 2007, 1 era d'una empresa extractiva, 4 d'empreses alimentàries, 2 d'empreses de fabricació d'altres productes industrials, 8 d'empreses de construcció, 24 d'empreses de comerç i reparació d'automòbils, 6 d'empreses de transport, 8 d'empreses d'hostatgeria i restauració, 4 d'empreses financeres, 4 d'empreses immobiliàries, 9 d'empreses de serveis, 16 d'entitats de l'administració pública i 5 d'empreses classificades com a «altres activitats de serveis».
Dels 26 establiments de servei als particulars que hi havia el 2009, 1 era una oficina d'administració d'Hisenda pública, 1 gendarmeria, 1 oficina de correu, 2 oficines bancàries, 1 taller de reparació d'automòbils i de material agrícola, 1 autoescola, 4 fusteries, 1 lampisteria, 3 electricistes, 3 perruqueries, 3 veterinaris, 3 restaurants, 1 agència immobiliària i 1 saló de bellesa.
Dels 16 establiments comercials que hi havia el 2009, 1 era un supermercat, 1 una botiga de més de 120 m², 3 fleques, 1 una carnisseria, 2 llibreries, 2 botigues de roba, 1 una sabateria, 1 una botiga de material esportiu, 2 drogueries i 2 floristeries.

## Equipaments sanitaris i escolars
El 2009 hi havia 2 farmàcies i 1 ambulància.
El 2009 hi havia 2 escoles elementals. Pontgibaud disposava de 2 col·legis d'educació secundària amb 328 alumnes.

## Poblacions més properes
El següent diagrama mostra les poblacions més properes.